# Pralesnička trojbarvá
Pralesnička trojbarvá, také nazývaná pralesnička tříbarvá (Epipedobates tricolor), je žába náležící do čeledi pralesničkovití (Dendrobatidae) a rodu Epipedobates. Popsal ji George Albert Boulenger roku 1899. Tvoří sesterský taxon vůči pralesničce Epipedobates machalilla.

## Výskyt
Jedná se o endemitní druh státu Ekvádor, vyskytuje se ve více než dvaceti lokalitách v provinciích Cotopaxi a Bolívar v nadmořské výšce 600 až 1 770 metrů. Žije v horských lesích v blízkosti vodních toků. Vyskytuje se i na různých plantážích. Může přežívat i v některých lesních fragmentech, ale vážně poškozeným biotopům se vyhýbá.

## Popis
Pralesnička trojbarvá je malým druhem žáby (měří asi 22,6 mm), hlava se vyznačuje zkráceným čenichem a zřetelným bubínkem (tympanem). Zbarvení je tmavě červené až hnědé na hřbetě, doplněné o světlé pruhy, na břiše se objevuje černé nebo hnědé mramorování. Skrze pokožku tyto žáby vylučují toxin, který nicméně není natolik nebezpečný jako u jiných druhů pralesničkovitých. Žáby jej získávají z potravy, proto pokud jsou chovány v zajetí, o svůj jed přijdou. Jedna z látek z kožních sekretů žáby, epibatidin, se strukturou podobá pyridinovému alkaloidu nikotinu a během 90. let 20. století se získávala z kůže žab a využívala jako lék na tišení bolesti. Později byla tato látka vytvořena synteticky.

### Chování
Aktivitu projevuje tento druh během dne. Samci se ozývají kvákáním ze země či různých hřadů. Během období rozmnožování dochází k agresivním střetům mezi samci, kdy se dva samci obyčejně vztyčí na zadní a navzájem se do sebe zaklesnou předními končetinami. Následně se snaží svého soka povalit na zem. Snůšku činící deset vajíček samička naklade na zem. Vylíhnuté pulce samci přenášejí do vody, kde probíhá jejich další vývoj.

## Ohrožení
Mezinárodní svaz ochrany přírody (IUCN) považuje tento druh za zranitelný taxon s klesající populací. Hlavní hrozby představuje především ztráta přirozeného prostředí. Populace pralesničky trojbarvé jsou podle IUCN silně roztříštěny a ohrožovány ze strany rozšiřování pastvin a plantáží zemědělských plodin. Možné nebezpečí představuje i nákaza houbou Batrachochytrium dendrobatidis, která napadá kůži žab, zabraňuje jim tak dýchání a vyvolává smrtelné onemocnění chytridiomykózu. Pod identifikačním číslem 9487 je pralesnička trojbarvá řazena do druhé přílohy Úmluvy o mezinárodním obchodu s ohroženými druhy volně žijících živočichů a rostlin, obchodování je tedy omezeno a podřízeno dozoru.